# Balantiocheilos melanopterus

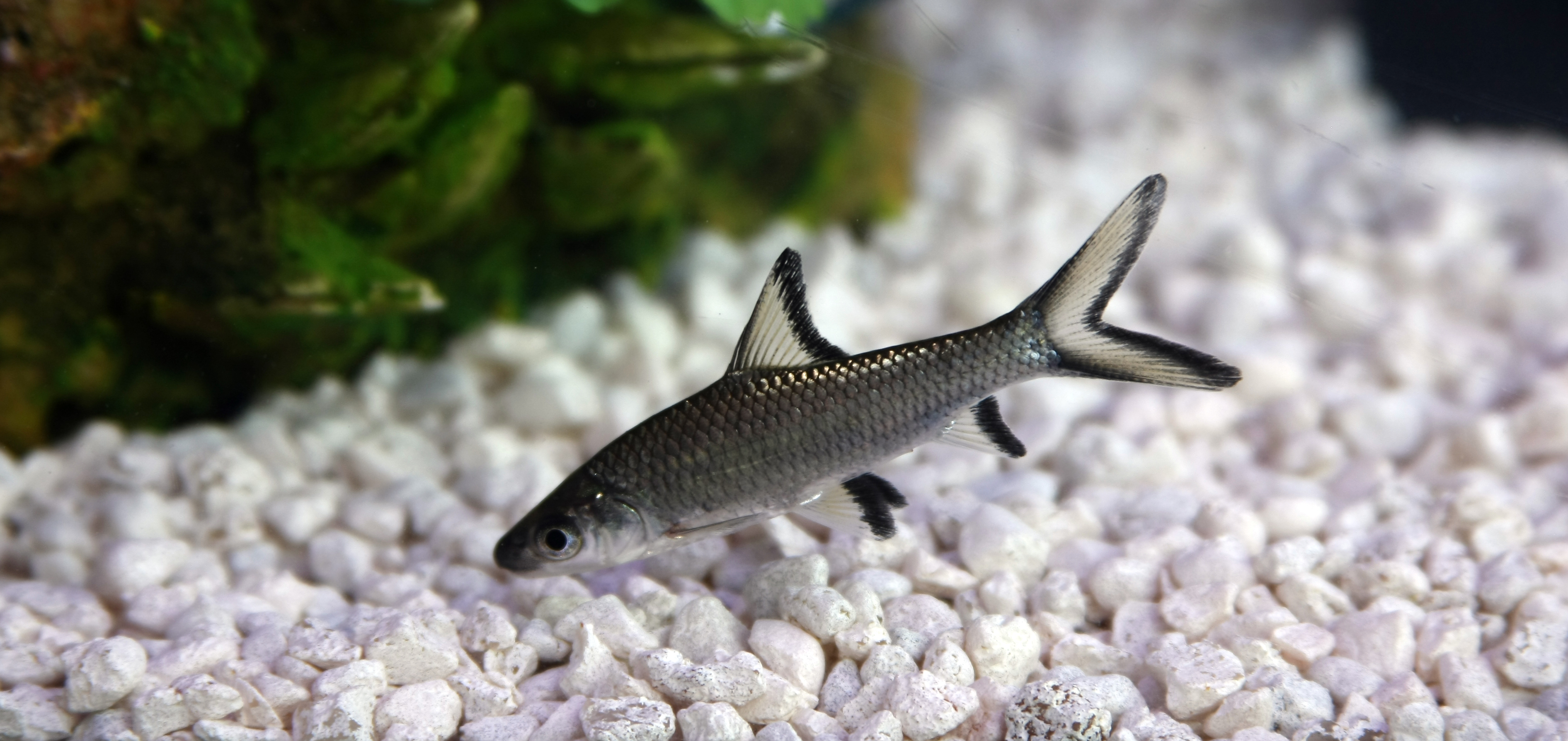
Un esemplare giovanile

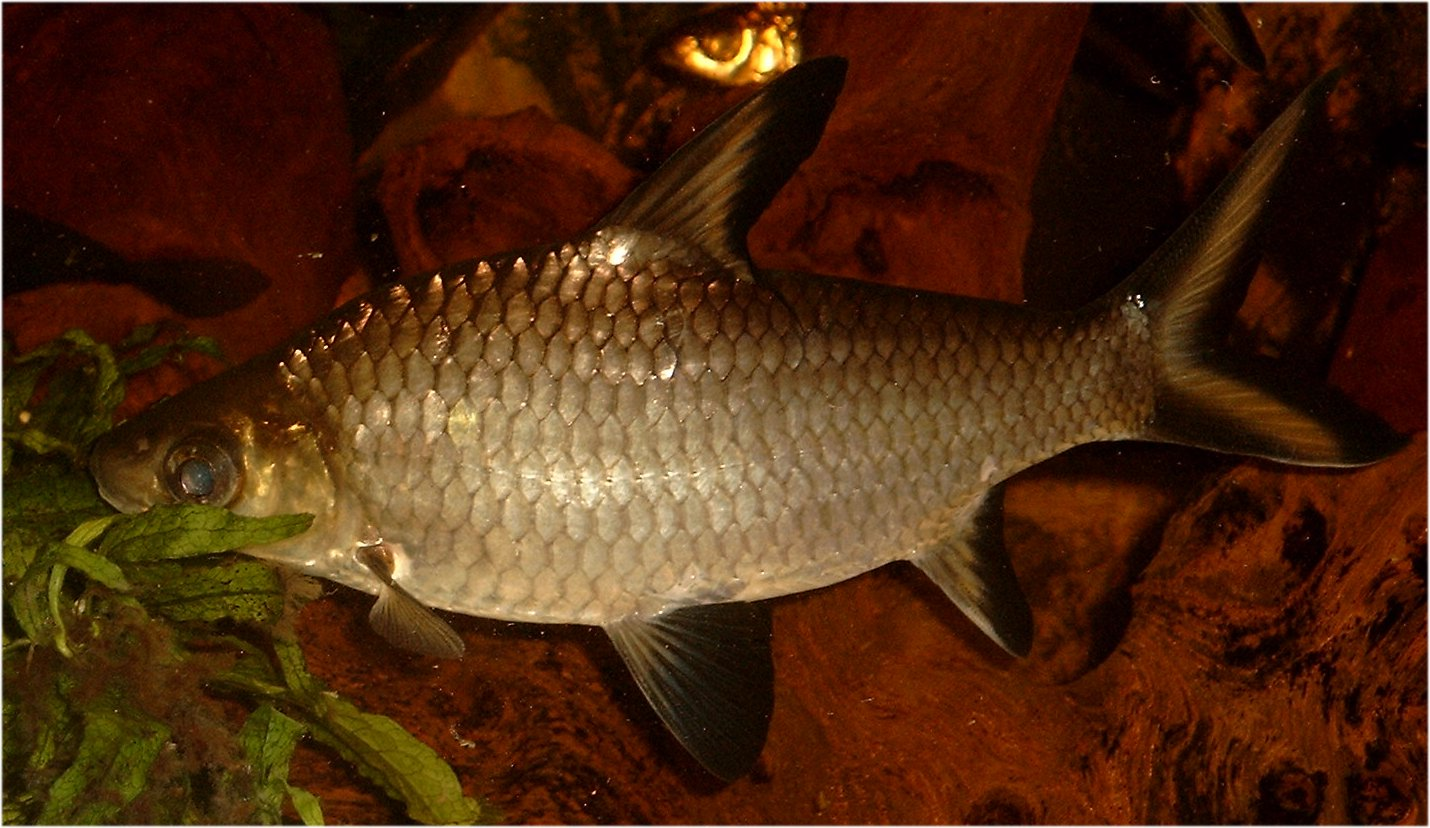
Un adulto

Balantiocheilos melanopterus è un pesce d'acqua dolce appartenente alla famiglia Cyprinidae.

## Distribuzione e habitat
Questa specie è diffusa nel Sudest asiatico, nel bacino idrografico dei fiumi Chao Phraya e Mekong e nelle acque dolci di Sumatra, Borneo, Malaysia e Thailandia, dove è presente in acque medie e profonde di grandi bacini o bracci fluviali. È stata introdotta nelle Filippine (negli anni '70 del XX secolo) ma anche nel continente nordamericano (USA e Canada): non si conoscono esiti di queste introduzioni.

## Descrizione
Il colore del corpo è argenteo. Tutte le pinne tranne le pinne pettorali hanno un bordo nero. Le labbra sono carnose.

## Riproduzione
Difficile da riprodursi in acquario

## Alimentazione
Si nutre di fitoplancton, insetti, rotiferi e crostacei.

## Stato di conservazione
Balantiocheilos melanopterus è inserito nella IUCN Red List con la dicitura in pericolo: dal 1996.

## Acquariofilia
Deve essere allevato in gruppi di almeno 5 esemplari in vasche grandi, superiori ai 150 cm.
| Origine            | Sudest asiatico | Acqua            | dolce    |
| Durezza dell'acqua | da 5 a 12 °GH   | pH               | da 6 a 8 |
| Temperatura        | da 22 a 28 °C   | Volume min.      | l        |
| Alimentazione      | onnivoro        | Taglia da adulto | 30 cm    |
| Riproduzione       | oviparità       | Zone occupate    |          |
| Socialità          | Gruppo          | Difficoltà       | Media    |